# André Béraud (rugby)
Pour les articles homonymes, voir André Béraud et Béraud.
Pas d'image ? Cliquez ici

a Compétitions nationales et continentales officielles uniquement.

b Matchs officiels uniquement.
André Béraud, né le 11 novembre 1922 à Bidart et mort le 18 avril 2004 à Biarritz, est un joueur de rugby à XV et international français de rugby à XIII, évoluant au poste de pilier ou de troisième ligne.
Enfant du Pays basque, André Béraud s'exerce à plusieurs sports tels que la pelote basque, la natation et l'athlétisme, mais décide de tenter sa chance au rugby à XV en intégrant le Biarritz olympique entrecoupée d'une saison à seize ans au C.A.S.G. sous l'impulsion d'Henri Haget. Il dispute avec le club basque la demi-finale de la Coupe de France 1946 aux côtés d'Henri Sorondo et François Othal.
Le rugby à XIII réapparaît en France en 1944 après son interdiction durant la Seconde Guerre mondiale, et le club du RC Marseille est nouvellement créé par des dirigeants cherchant à recruter de nombreux quinzistes. Par l'intermédiaire de leur entraîneur, ex-international de rugby à XV et XIII Jean Duhau, André Béraud rejoint ce code de rugby et s'engage avec le club marseillais avec F. Othal et H. Sorondo. Avec des coéquipiers de premier plan tels que Jean Dop, Henri Durand, Élie Brousse, Raoul Pérez et André Hatchondo, il remporte le Championnat de France en 1949 et deux titres de Coupe de France en 1948 et 1949. Il rejoint en 1952 le SO Avignon et endosse le rôle de joueur-entraîneur avec succès en faisant de ce club l'un des meilleurs du pays en atteignant la finale du Championnat de France en 1957 et en étant une nouvelle fois double vainqueur de la Coupe de France en 1955 et 1956, en compagnie de Jacques Merquey, Jean Rouqueirol, André Savonne et René Jean.
Pilier référence du Championnat de France, capable de jouer en troisième ligne avec autant de succès, et cité comme l'un des meilleurs joueurs de rugby à XIII d'après-guerre avec Puig-Aubert ou E. Brousse, il compte également 17 sélections avec l'équipe de France, prenant part aux titres de la Coupe d'Europe des nations en 1949 et 1951 ainsi qu'à la tournée de l'équipe de France de rugby à XIII en 1951 en Australie et Nouvelle-Zélande.

## Biographie
Il joue au rugby à XV jusqu'en 1946 au sein du Biarritz olympique au poste de deuxième ligne et exerce le métier de marchand de poisson. À 24 ans, il est alors repéré par Jean Duhau qui le fait venir sur Marseille avec François Othal pour jouer avec le RC Marseille en rugby à XIII avec succès. André Béraud exerce au côté du sport le métier de contremaître à la scierie Saint-Charles de Marseille.

### 1951: tournée triomphale de l'équipe de France en Australie
Groupe de la tournée de l'équipe de France :
Ayant disputé la rencontre de Coupe d'Europe contre le pays de Galles scellant le titre pour l'équipe de France le 15 avril 1951, André Béraud est naturellement sélectionné pour prendre part à la tournée avec un périple de quatre mois en Australie et Nouvelle-Zélande. La délégation française comprend 27 joueurs.
Au départ de Marseille, les joueurs de l'équipe de France sont encadrés par le directeur de la tournée Antoine Blain accompagné des entraîneurs Jean Duhau et Robert Samatan, et prennent le départ via un avion quadrimoteur spécialement aménagé pour leur transport qui les emporte en direction de Sydney via des escales à Rome, le Caire, Karachi, Calcutta, Singapour, Jakarta et Darwin.
Une fois arrivée en Australie, l'équipe de France dispute de nombreux matchs amicaux contre des équipes et sélections locales avant d'affronter l'Australie dont la première rencontre est programmée le 11 juin 1951 à Sydney. A. Béraud s'illustre par exemple face à l'équipe de Western Division avec deux essais inscrits. En balance avec d'autres joueurs, il ne dispute pas le premier test-match face à l'Australie au profit de Louis Mazon et Paul Bartoletti. La France remporte ce premier test 26-15. Lors du second test programmé le 30 juin contre ce même adversaire, A. Béraud n'est une nouvelle fois pas aligné au profit de deux mêmes piliers dans une rencontre où l'équipe d'Australie prend sa revanche 23-11 alors qu'elle était menée 12-6 à la mi-temps.
La belle se dispute à Sydney devant une affluence de 67 000 spectateurs mais A. Béraud est une nouvelle fois mis de côté où L. Mazon et P. Bartoletti gardent la préférence des sélectionneurs Robert Samatan et Jean Duhau. Le dernier test-match face à la Nouvelle-Zélande se dispute également sans lui. Bien qu'il n'a pris à aucun des quatre test-matchs, A. Béraud prend part à dix-huit rencontres amicales et la France sort grand vainqueur de cette tournée en comptant 21 victoires, 2 matchs nuls et 4 défaites seulement.
Le retour de l'équipe de France mi-septembre se déroule à Marseille où une foule considérable est venue acclamer les joueurs à la suite de cette tournée triomphale. Sous les yeux de milliers de spectateurs, A. Béraud, dans sa ville, et ses coéquipiers effectuent une tournée en voiture de la mairie à la Préfecture des Bouches-du-Rhône en empruntant la Canebière, l'allée Léon-Gambetta, chaque joueur dans une voiture décapotable. Ils sont reçus en mairie par le Ministre de l'Éducation nationale entre autres.

### 1952: départ du RC Marseille pour le SO Avignon
À dix jours de la reprise de la saison 1951-1952, André Béraud annonce son départ du club pour le S.O. Avignon. Ce départ, contre l'avis des dirigeants marseillais, est motivé par la perspective de s'installer dans la ville d'Avignon et de reprendre l'exploitation et la gestion d'un bar. Enthousiaste lors de son installation à Avignon en septembre 1952, il doit cependant attendre sa qualification avec le SO Avignon pour disputer le Championnat en raison des réticences des Marseillais. Seule ombre en ce début de saison une fois la qualification acquise pour jouer sous le maillot avignonnais est sa non-convocation au premier rassemblement de l'équipe de France dans l'optique de la rencontre contre le pays de Galles du 25 octobre 1952.

### Après carrière
Son fils, Jean-Pierre Béraud, est devenu un joueur et entraîneur de rugby à XV sous les couleurs de Biarritz. Il tenait à la suite de sa carrière le bar nommé « Bar des colonnes » à Biarritz.

## Palmarès

### Rugby à XV

#### Statistiques en club
| Saison  | Saison             | Championnat           | Championnat          | Coupe           | Coupe      |
| Saison  | Saison             | Comp.                 | Class.               | Comp.           | Class.     |
| ------- | ------------------ | --------------------- | -------------------- | --------------- | ---------- |
| 1940-41 | Biarritz olympique |                       |                      |                 |            |
| 1941-42 | Biarritz olympique |                       |                      |                 |            |
| 1942-43 | Biarritz olympique | Championnat de France | 1/2 finale Zone nord |                 |            |
| 1943-44 | Biarritz olympique | Championnat de France | Poule de huit        |                 |            |
| 1944-45 | Biarritz olympique | Championnat de France | 1/8 finale           |                 |            |
| 1945-46 | Biarritz olympique | Championnat de France | Phase de poule       | Coupe de France | 1/2 finale |

### Rugby à XIII
- Collectif[16] :
  - Vainqueur de la Coupe d'Europe des nations : 1949 et 1951 (France).
  - Vainqueur du championnat de France : 1949 (Marseille).
  - Vainqueur de la coupe de France : 1948, 1949 (Marseille), 1955 et 1956 (Avignon).
  - Finaliste du championnat de France : 1950, 1952  (Marseille) et 1957 (Avignon).
  - Finaliste de la coupe de France : 1958 (Avignon).

#### Détails en sélection
| Matchs internationaux d'André Béraud | Matchs internationaux d'André Béraud | Matchs internationaux d'André Béraud | Matchs internationaux d'André Béraud | Matchs internationaux d'André Béraud | Matchs internationaux d'André Béraud | Matchs internationaux d'André Béraud | Matchs internationaux d'André Béraud | Matchs internationaux d'André Béraud | Matchs internationaux d'André Béraud | Matchs internationaux d'André Béraud | Matchs internationaux d'André Béraud |
|                                      | Date                                 | Adversaire                           | Résultat                             | Compétition                          | Poste                                | Points                               | Essais                               | Pen.                                 | Drops                                |                                      |                                      |
| ------------------------------------ | ------------------------------------ | ------------------------------------ | ------------------------------------ | ------------------------------------ | ------------------------------------ | ------------------------------------ | ------------------------------------ | ------------------------------------ | ------------------------------------ | ------------------------------------ | ------------------------------------ |
| sous les couleurs de la France       |                                      |                                      |                                      |                                      |                                      |                                      |                                      |                                      |                                      |                                      |                                      |
| 1.                                   | 25 octobre 1947                      | Angleterre                           | 15-20                                | Coupe d'Europe                       | Pilier                               | -                                    | -                                    | -                                    | -                                    |                                      |                                      |
| 2.                                   | 23 novembre 1947                     | Pays de Galles                       | 29-21                                | Coupe d'Europe                       | Pilier                               | -                                    | -                                    | -                                    | -                                    |                                      |                                      |
| 3.                                   | 28 décembre 1947                     | Nouvelle-Zélande                     | 7-11                                 | Test-match                           | Pilier                               | -                                    | -                                    | -                                    | -                                    |                                      |                                      |
| 4.                                   | 25 janvier 1948                      | Nouvelle-Zélande                     | 25-7                                 | Test-match                           | Pilier                               | -                                    | -                                    | -                                    | -                                    |                                      |                                      |
| 5.                                   | 20 mars 1948                         | Pays de Galles                       | 12-20                                | Coupe d'Europe                       | Pilier                               | 3                                    | 1                                    | -                                    | -                                    |                                      |                                      |
| 6.                                   | 11 avril 1948                        | Angleterre                           | 10-25                                | Coupe d'Europe                       | Pilier                               | -                                    | -                                    | -                                    | -                                    |                                      |                                      |
| 7.                                   | 23 octobre 1948                      | Pays de Galles                       | 12-9                                 | Coupe d'Europe                       | Pilier                               | -                                    | -                                    | -                                    | -                                    |                                      |                                      |
| 8.                                   | 28 novembre 1948                     | Angleterre                           | 5-12                                 | Coupe d'Europe                       | Pilier                               | -                                    | -                                    | -                                    | -                                    |                                      |                                      |
| 9.                                   | 9 janvier 1949                       | Australie                            | 10-29                                | Test-match                           | Pilier                               | -                                    | -                                    | -                                    | -                                    |                                      |                                      |
| 10.                                  | 12 novembre 1949                     | Pays de Galles                       | 8-16                                 | Coupe d'Europe                       | Pilier                               | -                                    | -                                    | -                                    | -                                    |                                      |                                      |
| 11.                                  | 15 janvier 1950                      | Autres Nationalités                  | 8-3                                  | Coupe d'Europe                       | Pilier                               | -                                    | -                                    | -                                    | -                                    |                                      |                                      |
| 12.                                  | 11 novembre 1950                     | Angleterre                           | 9-14                                 | Coupe d'Europe                       | Pilier                               | 3                                    | 1                                    | -                                    | -                                    |                                      |                                      |
| 13.                                  | 10 décembre 1950                     | Autres Nationalités                  | 16-3                                 | Coupe d'Europe                       | Pilier                               | -                                    | -                                    | -                                    | -                                    |                                      |                                      |
| 14.                                  | 15 avril 1951                        | Pays de Galles                       | 28-13                                | Coupe d'Europe                       | Pilier                               | -                                    | -                                    | -                                    | -                                    |                                      |                                      |
| 15.                                  | 30 décembre 1951                     | Nouvelle-Zélande                     | 17-7                                 | Test-match                           | Pilier                               | -                                    | -                                    | -                                    | -                                    |                                      |                                      |
| 16.                                  | 22 mai 1952                          | Grande-Bretagne                      | 22-12                                | Test-match                           | Pilier                               | -                                    | -                                    | -                                    | -                                    |                                      |                                      |
| 17.                                  | 13 décembre 1953                     | Pays de Galles                       | 23-22                                | Coupe d'Europe                       | Pilier                               | -                                    | -                                    | -                                    | -                                    |                                      |                                      |

#### Statistiques
| Saison    | Saison       | Championnat           | Championnat | Coupe           | Coupe      | Sélection | Sélection | Sélection | Sélection | Sélection | Sélection | Sélection |
| Saison    | Saison       | Comp.                 | Class.      | Comp.           | Class.     | Comp.     | M         | Pts       | Ess.      | Buts      | Dp.       |           |
| --------- | ------------ | --------------------- | ----------- | --------------- | ---------- | --------- | --------- | --------- | --------- | --------- | --------- | --------- |
| 1946-1947 | RC Marseille | Championnat de France | 8e          | Coupe de France | 1/4 finale |           |           |           |           |           |           |           |
| 1947-1948 | RC Marseille | Championnat de France | 1/2 finale  | Coupe de France | Vainqueur  | CE        | 6         | 3         | 1         | -         | -         |           |
| 1948-1949 | RC Marseille | Championnat de France | Champion    | Coupe de France | Vainqueur  | CE        | 3         | -         | -         | -         | -         |           |
| 1949-1950 | RC Marseille | Championnat de France | Finaliste   | Coupe de France | 1/2 finale | CE        | 2         | -         | -         | -         | -         |           |
| 1950-1951 | RC Marseille | Championnat de France | 1/2 finale  | Coupe de France | 1/8 finale | CE        | 3         | 3         | 1         | -         | -         |           |
| 1951-1952 | RC Marseille | Championnat de France | Finaliste   | Coupe de France | 1/8 finale |           | 2         | -         | -         | -         | -         |           |
| 1952-1953 | SO Avignon   | Championnat de France | 8e          | Coupe de France | 1/2 finale |           |           |           |           |           |           |           |
| 1953-1954 | SO Avignon   | Championnat de France | 6e          | Coupe de France | 1/4 finale | CE        | 1         | -         | -         | -         | -         |           |
| 1954-1955 | SO Avignon   | Championnat de France | 1/2 finale  | Coupe de France | Vainqueur  |           |           |           |           |           |           |           |
| 1955-1956 | SO Avignon   | Championnat de France | 1/2 finale  | Coupe de France | Vainqueur  |           |           |           |           |           |           |           |
| 1956-1957 | SO Avignon   | Championnat de France | Finaliste   | Coupe de France | 1/2 finale |           |           |           |           |           |           |           |
| 1957-1958 | SO Avignon   | Championnat de France | 1/2 finale  | Coupe de France | Finaliste  |           |           |           |           |           |           |           |